# Parafia Matki Bożej Częstochowskiej w Przecieszynie
Parafia pw. Matki Bożej Częstochowskiej w Przecieszynie – parafia rzymskokatolicka znajdująca się w Przecieszynie. Należy do dekanatu Jawiszowice diecezji bielsko-żywieckiej. Z parafii pochodzi ks. Tymoteusz Szydło, syn byłej premier RP Beaty Szydło.